# Cubryński Słup
Cubryński Słup – turniczka (2360 m n.p.m.) w masywie Cubryny (2376 m) w Tatrach Wysokich. Znajduje się w jej zachodniej (północno-zachodniej) grani opadającej do Przełączki pod Zadnim Mnichem (2131 m). Od głównego wierzchołka Cubryny oddzielona jest Wrótkami za Słupem.
Autorem nazwy jest Grzegorz Głazek, który podaje ją w swoich topograficznych opracowaniach masywu Cubryny. Turniczka jest też wzmiankowana (bez własnej nazwy) przez Władysława Cywińskiego we wcześniej wydanym szczegółowym przewodniku „Tatry. Tom 8. Cubryna”. W opisie drogi nr 64 (środkową depresją Środkowej Ściany Cubryny) jest określona jako wybitna, graniasta turnia. 